# Do You Want To
Singles de Franz Ferdinand
This Fire (en)
(2004) Walk Away (en)
(2005)
Pistes de You Could Have It So Much Better
The Fallen
(1) This Boy
(3)
Do You Want To est un titre de Franz Ferdinand. C'est le premier single issu de leur deuxième album You Could Have It So Much Better. Il fut réutilisé pour l'ending de Paradise Kiss.
Le single est sorti le 19 septembre 2005 et s'est classé à la quatrième place du UK Singles Chart. Aux États-Unis, la chanson a atteint la 9e place dans le classement Modern Rock, et la 76e place du Billboard Hot 100. Elle a également atteint la 1re place  du UK Indie Chart. 
En février 2006, le single a été certifié disque d'or par la Recording Industry Association of America.
La vidéo, réalisée par Diane Martel, est sortie le 23 août 2006 et a été diffusée toutes les heures sur MTV2 le jour de sa sortie.

## Utilisation dans les médias
La chanson est apparue dans de nombreuses publicités et bandes-annonces, comme Fun With Dick and Jane, Daddy Day Camp, Good Luck Chuck,  DualDisc Intro, et New Girl. La chanson a été utilisée comme générique de fin de la série animée Paradise Kiss, ainsi que sur la chaîne de télévision pour enfants CBeebies. La chanson a également été utilisée pour Dance Dance Revolution SuperNova, et est disponible comme contenu téléchargeable pour le jeu vidéo Rock Band. Elle figure également sur la bande-son de Top Spin 3 et a été jouée au début de l'épisode Bad Beat de la série Les Experts : Manhattan. Cette chanson figure dans le film de Steve Aoki, Pillowface and His Airplane Chronicles.

## Classements
| Classement (2005)               | Meilleure position |
| ------------------------------- | ------------------ |
| Belgique (Flandre Ultratip 100) | 8                  |
| France (SNEP)                   | 68                 |
| Allemagne (Media Control AG)    | 70                 |
| Irlande (IRMA)                  | 26                 |
| Italie (FIMI)                   | 35                 |
| Pays-Bas (Single Top 100)       | 13                 |
| Écosse (OCC)                    | 2                  |
| Espagne (PROMUSICAE)            | 5                  |
| Suède (Sverigetopplistan)       | 45                 |
| Suisse (Schweizer Hitparade)    | 75                 |
| Royaume-Uni (UK Singles Chart)  | 4                  |
| Royaume-Uni (UK Indie Chart)    | 1                  |
| États-Unis (Hot 100)            | 76                 |
| États-Unis (Alternative Songs)  | 9                  |

## Certifications
| Région                                                                                                 | Certification | Ventes/Streams |
| --- | ------------- | -------------- |
| Royaume-Uni (BPI)                                                                                      | Argent        | 200 000 x      |
| États-Unis (RIAA)                                                                                      | Or            | 500 000 x      |
| *Ventes selon la certification ^Mise en rayon selon la certification xNon précisé par la certification |               |                |